# Lara Hoffmann
Lara Hoffmann (Siegen, 25 maart 1991) is een Duits atlete, die gespecialiseerd is in de sprintafstanden. Ze nam eenmaal deel aan de Olympische spelen en bleef bij die gelegenheid medailleloos.

## Loopbaan
Al op 15-jarige leeftijd stond Hoffmann voor het eerst op de baan tijdens de Duitse kampioenschappen in 2007 bij de Duitse indoorkampioenschappen en behaalde de vierde plaats op de 4 x 200 m estafette. In datzelfde jaar behaalde ze de derde plaats op het Europees Olympisch Jeugdfestival (EYOF) in Belgrado en werd ze Duits U18-kampioen op de 200 meter.
In 2008 verdedigde ze deze titel en behaalde opnieuw een succes op de 200 meter. Hoffmann werd begin dit jaar Duits indoorkampioen onder 20 jaar.
In 2016 werd Hoffmann indoorkampioene van Duitsland op de 400 m, nadat Laura Müller werd gediskwalificeerd. In 2015 had Hoffmann geblesseerd thuis gezeten met een knieblessure, dus deze titel betekende een succesvolle comeback.
Op de Olympische Spelen van 2016 in Rio de Janeiro liep Hoffmann de 4 × 400 m met het Duitse estafetteteam. Het team sneuvelde in de series met een tijd van 3.26,02.
In 2017 was Hoffmann in Leipzig met een persoonlijk record van 52,90 s Duitse indoorkampioene op de 400 m en kwalificeerde zich hiermee voor de Europese indoorkampioenschappen in Belgrado.
In 2018 werd ze op de Duitse kampioenschappen vierde bij de 4 x 400 m estafette.
In april 2021 kondigde ze het einde van haar sportcarrière aan.

## Titels
- Duits kampioene 4 × 400 m - 2012, 2016
- Duits indoorkampioene 400 m - 2016

## Persoonlijke records[4]
Outdoor
| Onderdeel | Prestatie          | Datum        | Plaats   |
| --------- | ------------------ | ------------ | -------- |
| 100 m     | 12,04 s (+0,2 m/s) | 31 mei 2014  | Weinheim |
| 200 m     | 23,92 s (+1,0 m/s) | 22 juni 2008 | Mannheim |
| 400 m     | 52,84 s            | 9 juli 2017  | Erfurt   |

Indoor
| Onderdeel | Prestatie | Datum            | Plaats   |
| --------- | --------- | ---------------- | -------- |
| 200 m     | 23,91 s   | 1 maart 2008     | Mannheim |
| 400 m     | 52,90 s   | 19 februari 2017 | Leipzig  |

## Palmares

### 400 m
- 2008: 8e in ½ fin. WK U20 - 24,55 s
- 2016:  Duitse indoorkamp. - 53,41 s

### 4 x 400 m
- 2012:  Duitse kamp. - 3.36,42
- 2016:  Duitse kamp. - 3.36,76
- 2016: 5e in serie OS - 3.26,02

- World Athletics: 14278076